# Сидоровское (Ярославский район)
Сидоровское — село в Ярославском районе Ярославской области России, входит в состав Курбского сельского поселения; в рамках административно-территориального устройства включается в Мордвиновский сельский округ. 

## География
Расположено на берегу реки Пахмы в 11 км на север от центра поселения села Курба и в 35 км на запад от западной границы города Ярославль.

## История
Церковь села Сидоровское была воздвигнута усердием помещицы княгини Натальи Елецкой. Престолов в ней было три: Всемилостивого Спаса, Корсунской Божьей Матери и Святителя и Чудотворца Николая.
В конце XIX — начале XX село входило в состав Спас-Ярыжницкой волости Ярославского уезда Ярославской губернии.
С 1929 года село входило в состав Резанинского сельсовета Ярославского района, с 1944 по 1957 год — входило в состав Курбского района, с 1954 года — в составе Мордвиновского сельсовета, с 2005 года — в составе Курбского сельского поселения.

## Население
| 1859 | 1914 | 2007 | 2010 |
| ---- | ---- | ---- | ---- |
| 85   | ↗100 | ↘0   | →0   |